# Searles (Kalifornia)
Searles – obszar niemunicypalny w hrabstwie Kern, w Kalifornii (Stany Zjednoczone), na wysokości 989 m. Znajduje się przy torach sieci Union Pacific Railroad, około 13 km na północ od jednostki osadniczej Randsburg.